# BMW divize M

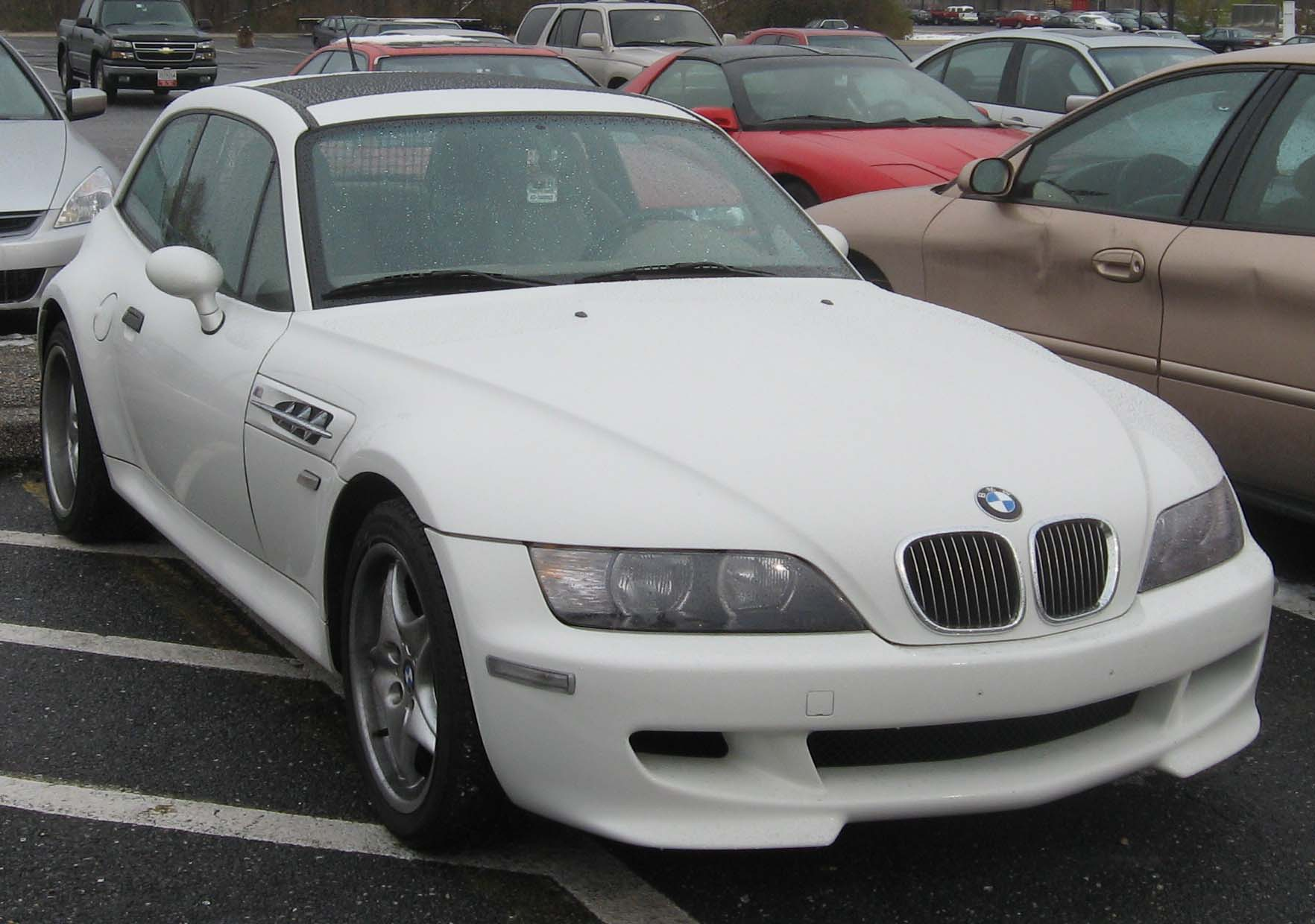
BMW M Coupe

BMW M GmbH je sportovní divize německé automobilky BMW, zabývající se výrobou sportovních modelů BMW založených na sériových vozech, např. modely M3, M5, X5 M apod. Divize vznikla v roce 1972, aby ulehčila BMW v jejich závodním programu. V 60. a 70. letech slavily vozy ze závodní dílny BMW často úspěch. Označení "M" tradičně znamená upravený motor, převodovku, tlumiče, aerodynamiku, interiér a vnější modifikace pro odlišení od svých protějšků. Všechny modely M jsou testovány na okruhu Nürburgring v Německu.

## Historie
Při založení pracovalo v dílně pouze 8 zaměstnanců, v roce 1988 čítal tým již 400 zaměstnanců, v současnosti je divize plnohodnotnou součástí nabídky společnosti BMW.
Prvním projektem byl automobil BMW M 3.0 CSL. Tento automobil vyhrál sedmkrát evropský titul v závodech cestovních vozů a zvítězil při závodě 24 hodin na okruhu Nürburgring.
V důsledku narůstající poptávky po sportovních vozech, začala divize M koncem sedmdesátých let upravovat a ladit sériové automobily BMW. Prvním vozem s označením M byl automobil BMW M1. Nicméně se jednalo spíše o závodní vůz s civilním čalouněním, než o auto pro každodenní provoz. V roce 1979 však došlo k obratu v cílech divize, nový model M535 byl vysoce výkonný, v té době velmi oblíbený, vůz střední třídy. Ve své době se jednalo o nejrychlejší sériově vyráběný sedan na světě.

## Modelové řady

### V současnosti produkované modely M
- řada 1 M Coupé – E82 Coupé (2011–?)
- M2 – F87 (2016–?)
- M3 – F80 (2014–?)
- M4 – F82 Coupé, F83 Kabriolet (2014–?)
- M5 – F90 Saloon (2018–?)
- X5 M – E70 SAV (2010–?)
- X6 M – E71 SAV (2010–?)

### Předchozí modely M
- M1 – E26 Superauto, žádná spojitost se současným E82
- M3 – E30 Coupé/Cabriolet, E36 Coupé/Sedan/Cabriolet, E46 Coupé/Cabriolet, E90 Sedan, E92 Coupé, E93 Kabriolet (2008–2013)
- M5 – E28 Sedan, E34 Sedan/Touring, E39 Sedan, E60 Sedan, E61 Touring
- M635CSi/M6 – E24 Coupé
- M6 – E63 Coupé, E64 Cabriolet (2005-2010), F06 Gran Coupé, F12 Kabriolet, F13 Coupé (2012-2018)
- M Coupé – E36/8 a E86 Coupé
- M Roadster – E36/7 a E85 Roadster

## Konkurence
Mezi tradiční konkurenty patří Audi RS a Mercedes-AMG, dále např. Opel OPC (Opel Performance Center) nebo francouzský Renault RS (Renault Sport) nebo Renaultem nedávno (2017) oživená značka Alpine. V současnosti se k nim přidávají například i modely Lexus F a Cadillac V. Díky své dlouholeté tradici a vysoce kvalitním modelům patří BMW mezi sportovními sedany k tomu nejlepšímu.
BMW M však čelí i konkurenci několika nezávislých společností zabývajících se úpravou vozů BMW. Patří mezi ně například Hamann Motorsport, Alpina nebo AC Schnitzer
Výrobou nejrychlejších BMW je známa společnost G-Power, jež drží několik rychlostních světových rekordů, například s jejich M5 Huricane RR s níž dosáhli rychlosti 372,1 km/h (231.3 mph).